# Pangpong
Pangpong is een bestuurslaag in het regentschap Bangkalan van de provincie Oost-Java, Indonesië. Pangpong telt 2616 inwoners (volkstelling 2010).